# Шон Райт-Філліпс
Шон Райт-Фі́лліпс (англ. Shaun Wright-Phillips; нар. 25 жовтня 1981, Гринвіч, Англія) — англійський футболіст, нападник, фланговий півзахисник. Старший брат Бредлі Райт-Філліпса, син Іана Райта. Насамперед відомий виступами за клуби «Манчестер Сіті» та «Челсі», а також національну збірну Англії.
Чемпіон Англії. Дворазовий володар Кубка Англії. Володар Кубка англійської ліги. Володар Суперкубка Англії з футболу. 

## Клубна кар'єра
Вихованець юнацьких команд футбольних клубів «Ноттінгем Форест» та «Манчестер Сіті».
У дорослому футболі дебютував 1999 року виступами за команду клубу «Манчестер Сіті», в якій провів шість сезонів, взявши участь у 153 матчах чемпіонату. Більшість часу, проведеного у складі «Манчестер Сіті», був основним гравцем команди.
Своєю грою за цю команду привернув увагу представників тренерського штабу клубу «Челсі», до складу якого приєднався 2005 року. Відіграв за лондонський клуб наступні три сезони своєї ігрової кар'єри. Граючи у складі «Челсі» також здебільшого виходив на поле в основному складі команди. За цей час виборов титул чемпіона Англії, ставав володарем Кубка Англії, володарем Кубка англійської ліги.
2008 року повернувся до клубу «Манчестер Сіті». Цього разу провів у складі його команди три сезони. Спочатку розглядався тренерським штабом як гравець «основи», однак згодом почав дуже нерегулярно з'являтися на полі. 2011 року новою командою досвідченого гравця нападу став лондонський «Квінс Парк Рейнджерс».

## Виступи за збірні
Протягом 2001–2002 років  залучався до складу молодіжної збірної Англії. На молодіжному рівні зіграв у 6 офіційних матчах, забив 1 гол.
2004 року дебютував в офіційних матчах у складі національної збірної Англії. Наразі провів у формі головної команди країни 36 матчів, забивши 6 голів. 
У складі збірної був учасником чемпіонату світу 2010 року у ПАР.
| Дата       | Місто             | Господарі         | Результат | Гості              | Турнір                | Голи | Примітки |
| ---------- | ----------------- | ----------------- | --------- | ------------------ | --------------------- | ---- | -------- |
| 18/08/2004 | Ньюкасл-апон-Тайн | Англія            | 3 – 0     | Україна            | товариський матч      | 1    |          |
| 17/11/2004 | Мадрид            | Іспанія           | 1 – 0     | Англія             | товариський матч      | -    |          |
| 13/10/2004 | Баку              | Азербайджан       | 0 – 1     | Англія             | Відбір до ЧС 2006     | -    |          |
| 09/02/2005 | Бірмінгем         | Англія            | 0 – 0     | Нідерланди         | товариський матч      | -    |          |
| 03/09/2005 | Кардіфф           | Уельс             | 0 – 1     | Англія             | Відбір до ЧС 2006     | -    |          |
| 07/09/2005 | Белфаст           | Північна Ірландія | 1 – 0     | Англія             | Відбір до ЧС 2006     | -    |          |
| 12/10/2005 | Манчестер         | Англія            | 2 – 1     | Польща             | Відбір до ЧС 2006     | -    |          |
| 01/03/2006 | Ліверпуль         | Англія            | 2 – 1     | Уругвай            | товариський матч      | -    |          |
| 15/11/2006 | Амстердам         | Нідерланди        | 1 – 1     | Англія             | товариський матч      | -    |          |
| 07/10/2006 | Манчестер         | Англія            | 0 – 0     | Північна Македонія | Відбір до ЧЄ 2008     | -    |          |
| 11/10/2006 | Загреб            | Хорватія          | 2 – 0     | Англія             | Відбір до ЧЄ 2008     | -    |          |
| 07/02/2007 | Манчестер         | Англія            | 0 – 1     | Іспанія            | товариський матч      | -    |          |
| 22/08/2007 | Лондон            | Англія            | 1 – 2     | Німеччина          | товариський матч      | -    |          |
| 08/09/2007 | Лондон            | Англія            | 3 – 0     | Ізраїль            | Відбір до ЧЄ 2008     | 1    |          |
| 12/09/2007 | Лондон            | Англія            | 3 – 0     | Росія              | Відбір до ЧЄ 2008     | -    |          |
| 13/10/2007 | Лондон            | Англія            | 3 – 0     | Естонія            | Відбір до ЧЄ 2008     | 1    |          |
| 17/10/2007 | Москва            | Росія             | 2 – 1     | Англія             | Відбір до ЧЄ 2008     | -    |          |
| 21/11/2007 | Лондон            | Англія            | 2 – 3     | Хорватія           | Відбір до ЧЄ 2008     | -    |          |
| 06/02/2008 | Лондон            | Англія            | 2 – 1     | Швейцарія          | товариський матч      | 1    |          |
| 11/10/2008 | Лондон            | Англія            | 5 – 1     | Казахстан          | Відбір до ЧС 2010     | -    |          |
| 19/11/2008 | Берлін            | Німеччина         | 1 – 2     | Англія             | товариський матч      | -    |          |
| 15/10/2008 | Мінськ            | Білорусь          | 1 – 3     | Англія             | Відбір до ЧС 2010     | -    |          |
| 11/02/2009 | Севілья           | Іспанія           | 2 – 0     | Англія             | товариський матч      | -    |          |
| 01/04/2009 | Лондон            | Англія            | 2 – 1     | Україна            | Відбір до ЧС 2010     | -    |          |
| 06/06/2009 | Алмати            | Казахстан         | 0 – 4     | Англія             | Відбір до ЧС 2010     | -    |          |
| 12/08/2009 | Амстердам         | Нідерланди        | 2 – 2     | Англія             | товариський матч      | -    |          |
| 14/10/2009 | Лондон            | Англія            | 3 – 0     | Білорусь           | Відбір до ЧС 2010     | 1    |          |
| 05/09/2009 | Лондон            | Англія            | 2 – 1     | Словенія           | товариський матч      | -    |          |
| 14/11/2009 | Доха              | Бразилія          | 1 – 0     | Англія             | товариський матч      | -    |          |
| 03/03/2010 | Лондон            | Англія            | 3 – 1     | Єгипет             | товариський матч      | 1    |          |
| 30/05/2010 | Грац              | Японія            | 1 – 2     | Англія             | товариський матч      | -    |          |
| 12/06/2010 | Рустенбург        | Англія            | 1 – 1     | США                | ЧС 2010 - Перший етап | -    |          |
| 18/06/2010 | Кейптаун          | Англія            | 0 – 0     | Алжир              | ЧС 2010 - Перший етап | -    |          |
| 27/06/2010 | Блумфонтейн       | Німеччина         | 4 – 1     | Англія             | ЧС 2010 - 1/8 фіналу  | -    |          |
| 07/09/2010 | Базель            | Швейцарія         | 1 – 3     | Англія             | Відбір до ЧЄ 2012     | -    |          |
| 12/10/2010 | Лондон            | Англія            | 0 – 0     | Чорногорія         | Відбір до ЧЄ 2012     | -    |          |
| Усього     |                   | Матчів            | 36        |                    | Голів                 | 6    |          |

## Досягнення
- Чемпіон Англії (1):

«Челсі»: 2005-06
- Володар кубка Англії (2):

«Челсі»: 2006–07
«Манчестер Сіті»: 2010–11
- Володар Кубка ліги:

«Челсі»: 2006–07
- Володар Суперкубка Англії з футболу:

«Челсі»: 2005
- Переможець МЛС (1):

«Нью-Йорк Ред Буллз»: 2005